# Ragnhild Femsteinevik
Ragnhild Femsteinevik (ur. 25 sierpnia 1995 w Hatlestrand) – norweska biathlonistka, zawodniczka klubu Hålandsdal IL, medalistka mistrzostw świata.

## Kariera
Po raz pierwszy na arenie międzynarodowej pojawiła się 15 listopada 2014 roku w Sjusjøen, gdzie zajęła 48. miejsce w sprincie. Na rozgrywanych w 2016 roku mistrzostwach świata juniorów w Cheile Grădiştei zajęła 27. miejsce w biegu indywidualnym. Był to jej jedyny start w zawodach tego cyklu.
W zawodach Pucharu Świata zadebiutowała 30 listopada 2016 roku w Östersund, zajmując 56. miejsce w biegu indywidualnym. Pierwsze punkty wywalczyła 12 stycznia 2022 roku w Ruhpolding, gdzie zajęła 34. miejsce w sprincie. 1 grudnia 2022 roku w Kontiolahti wspólnie z Karoline Knotten, Idą Lien i Ingrid Landmark Tandrevold zajęła trzecie miejsce w sztafecie.

## Osiągnięcia

### Mistrzostwa świata
| Rok  | Miejscowość | Konkurencje | Konkurencje | Konkurencje | Konkurencje | Konkurencje | Konkurencje | Konkurencje |
| Rok  | Miejscowość | IN          | SP          | PU          | MS          | RL          | MR          | SR          |
| ---- | ----------- | ----------- | ----------- | ----------- | ----------- | ----------- | ----------- | ----------- |
| 2023 | Oberhof     | 55.         | 36.         | 21.         | –           | –           | –           | –           |
| 2025 | Lenzerheide | 12.         | 50.         | 45.         | –           | 2.          | –           | 2.          |

### Mistrzostwa świata juniorów
| Rok  | Miejscowość      | Konkurencje | Konkurencje | Konkurencje | Konkurencje | Konkurencje | Konkurencje | Konkurencje |
| Rok  | Miejscowość      | IN          | SP          | PU          | MS          | RL          | MR          | SR          |
| ---- | ---------------- | ----------- | ----------- | ----------- | ----------- | ----------- | ----------- | ----------- |
| 2016 | Cheile Grădiştei | 27.         | –           | –           | nd.         | –           | nd.         | nd.         |

### Puchar Świata

#### Miejsca w klasyfikacji generalnej
| Sezon     | Miejsce           |
| --------- | ----------------- |
| 2016/2017 | -                 |
| 2020/2021 | -                 |
| 2021/2022 | 62.               |
| 2022/2023 | 34.               |
| 2023/2024 | nie brała udziału |
| 2024/2025 | 44.               |

#### Miejsca na podium indywidualnie
Femsteinevik nie stanęła na podium indywidualnych zawodów PŚ.